# David Wilcock
David Wilcock (* 8. März 1973 in Rotterdam, New York) ist ein US-amerikanischer Sprecher, Autor und Filmemacher. 
David Wilcock beschäftigt sich unter anderem mit Ufologie und weiteren spirituellen Phänomenen. Er ist Berater der Serie Ancient Aliens – Unerklärliche Phänomene, hat in über 600 Episoden von Fernsehserien mitgewirkt und schreibt Artikel für das Nexus Magazin.
Er lebt mit seiner Frau Elizabeth in Los Angeles, Kalifornien.

## Werke
- mit Wynn Free: The reincarnation of Edgar Cayce. Frog, Berkeley 2004, ISBN 978-1-583-94083-9.

Deutsch: Der schlafende Prophet erwacht. Die Wiedergeburt des Edgar Cayce. Silberschnur, Güllesheim. 1. Teil 2006, ISBN 978-3-89845-148-2.
- Source field investigations. The hidden science and lost civilizations behind the 2012 prophecies. Penguin, 2012, ISBN 978-0-452-29797-5.

Deutsch: Die Urfeld-Forschungen. Wissenschaftliche Fakten belegen alte Weisheitslehren. Kopp, Rottenburg 2012, ISBN 978-3-86445-036-5.
- The synchronicity key. The hidden intelligence guiding the universe and you. Dutton, New York 2013, ISBN 978-0-525-95367-8.

Deutsch: Der Synchronizitäts-Schlüssel. Die geheime Architektur der Zeit, die unser aller Schicksal lenkt. Kopp, Rottenburg 2014, ISBN 978-3-86445-120-1.
- The ascension mysteries. Revealing the Cosmic Battle Between Good and Evil. Souvenir, La Verge 2017, ISBN 978-0-285-64363-5.

Deutsch: Mysterien des Aufstiegs und der kosmische Kampf zwischen Gut und Böse. Kopp, Rottenburg 2017, ISBN 978-3-86445-495-0.
- Awakening in the Dream. Contact with the Divine. Dutton, New York 2019, ISBN 978-1-5247-4202-7.